# Funzione φ di Eulero

I primi mille valori di

In matematica, la funzione φ  di Eulero o semplicemente funzione di Eulero o toziente, è una funzione definita, per ogni intero positivo {\displaystyle n}, come il numero degli interi compresi tra {\displaystyle 1} e {\displaystyle n} che sono coprimi con {\displaystyle n}. Ad esempio, {\displaystyle \varphi (8)=4}  poiché i numeri coprimi di 8 sono quattro: 1, 3, 5, 7. Deve il suo nome al matematico svizzero Eulero, che per primo la descrisse.
La funzione {\displaystyle \varphi (n)} è una funzione molto importante nella teoria dei numeri, principalmente perché è la cardinalità del gruppo moltiplicativo degli interi modulo {\displaystyle n}, più precisamente è l'ordine del gruppo moltiplicativo dell'anello {\displaystyle \mathbb {Z} /n\mathbb {Z} } (vedere aritmetica modulare). Questo fatto, unito con il teorema di Lagrange, dimostra il teorema di Eulero: se {\displaystyle a} è un numero coprimo con {\displaystyle n}, allora:
{\displaystyle a^{\varphi (n)}\equiv 1\mod n}

## Moltiplicatività
La funzione φ di Eulero è moltiplicativa: per ogni coppia di interi a e b tali che MCD(a, b)=1, si ha:
{\displaystyle \varphi (ab)=\varphi (a)\varphi (b)}
Questo fatto può essere dimostrato in molti modi: ad esempio, si può osservare che un numero è coprimo con ab se e solo se è coprimo sia con a sia con b. Infatti, dato un x coprimo con ab, questo non ha fattori in comune con ab, e quindi non ha fattori in comune né con a né con b; viceversa, se x è coprimo con a e con b, ed esistesse un primo p che divide sia ab sia x, p dovrebbe dividere, per il lemma di Euclide, almeno uno tra a e b, e quindi x non può esser coprimo con entrambi.
Una volta dimostrato questo, si osserva che ogni coppia (y, z), con {\displaystyle y\in \mathbb {Z} _{a}} e {\displaystyle z\in \mathbb {Z} _{b}} corrisponde a uno e un solo elemento {\displaystyle w\in \mathbb {Z} _{ab}} (o, per essere più formali, che esiste un isomorfismo tra gli anelli {\displaystyle \mathbb {Z} _{a}\times \mathbb {Z} _{b}} e {\displaystyle \mathbb {Z} _{ab}}). Quindi il numero di elementi coprimi con ab è uguale a quello delle coppie (y, z) dove y è coprimo con a e z con b.
Per definizione i primi sono {\displaystyle \varphi (a)} e i secondi {\displaystyle \varphi (b)}, e quindi in definitiva ci sono {\displaystyle \varphi (a)\varphi (b)} elementi coprimi con ab che è per definizione il valore {\displaystyle \varphi (ab)}

## Calcolo della funzione
Un'espressione per la funzione è la seguente:
{\displaystyle \varphi (n)=n\cdot \left[\left(1-{\frac {1}{p_{1}}}\right)\left(1-{\frac {1}{p_{2}}}\right)\cdots \left(1-{\frac {1}{p_{r}}}\right)\right]=n\prod _{p\mid n}\left(1-{\frac {1}{p}}\right)}
dove i {\displaystyle p_{i}} sono tutti i primi che compongono la fattorizzazione di n.

### Dimostrazione
Mostriamo innanzitutto che, se p è un numero primo, allora {\displaystyle \varphi (p^{k})=(p-1)p^{k-1}} per ogni {\displaystyle k>0}.
Per fare ciò, troviamo tutti i numeri m minori o uguali a {\displaystyle p^{k}} per i quali {\displaystyle MCD(p^{k},m)\neq \ 1}. Ciò equivale a dire che m deve avere dei fattori in comune con {\displaystyle p^{k}}.
Ma p è primo, quindi se m ha dei fattori in comune con p, questi devono essere multipli di una potenza di p. Quindi tutti i possibili valori di m sono {\displaystyle p,2p,3p,\ldots ,p^{k-1}\cdot p}.
Questi numeri sono {\displaystyle p^{k-1}}, e sono tutti i numeri che non sono coprimi con {\displaystyle p^{k}}. Tutti i numeri minori o uguali a {\displaystyle p^{k}} sono {\displaystyle p^{k}}, quindi i numeri primi con {\displaystyle p^{k}} minori di {\displaystyle p^{k}} sono i restanti {\displaystyle p^{k}-p^{k-1}}.
Quindi {\displaystyle \varphi (p^{k})=p^{k}-p^{k-1}=(p-1)p^{k-1}}
Utilizzando il teorema fondamentale dell'aritmetica possiamo fattorizzare qualsiasi numero {\displaystyle n} in un prodotto di numeri primi elevati a una certa potenza:
{\displaystyle n=p_{1}^{k_{1}}p_{2}^{k_{2}}\ldots p_{r}^{k_{r}}}
dove i {\displaystyle p_{i}} sono numeri primi distinti, e ogni {\displaystyle k_{i}>0}
Quindi {\displaystyle \varphi (n)=\varphi (p_{1}^{k_{1}}p_{2}^{k_{2}}\ldots p_{r}^{k_{r}})}
Ora, poiché {\displaystyle \varphi } è moltiplicativa possiamo espandere la funzione:
{\displaystyle \varphi (n)=\varphi (p_{1}^{k_{1}})\varphi (p_{2}^{k_{2}})\ldots \varphi (p_{r}^{k_{r}})=p_{1}^{k_{1}-1}(p_{1}-1)\cdot p_{2}^{k_{2}-1}(p_{2}-1)\cdots p_{r}^{k_{r}-1}(p_{r}-1)}
(La funzione è moltiplicativa tra due numeri se e solo se essi sono primi tra loro. Nel nostro caso, i numeri {\displaystyle p_{i}} sono tutti primi, e quindi primi tra loro)
La formula può essere riscritta in una forma più compatta:
{\displaystyle \varphi (n)=n\cdot \left[\left(1-{\frac {1}{p_{1}}}\right)\left(1-{\frac {1}{p_{2}}}\right)\cdots \left(1-{\frac {1}{p_{r}}}\right)\right]=n\prod _{p\mid n}\left(1-{\frac {1}{p}}\right)}

## Andamento asintotico
La scrittura prima trovata permette inoltre di dimostrare che i valori della funzione φ possono essere arbitrariamente piccoli rispetto a n (cioè il rapporto {\displaystyle \varphi (n)/n} è minore di qualunque {\displaystyle \epsilon } per qualche valore di n): estendendo infatti il prodotto a tutti i primi, si ottiene
{\displaystyle {\frac {p_{1}-1}{p_{1}}}{\frac {p_{2}-1}{p_{2}}}\cdots =\left[{\frac {p_{1}}{p_{1}-1}}\cdot {\frac {p_{2}}{p_{2}-1}}\cdots \right]^{-1}}
Quella tra parentesi è la scrittura del prodotto di Eulero della funzione zeta di Riemann per s=1, cioè la somma
{\displaystyle {\frac {1}{1}}+{\frac {1}{2}}+{\frac {1}{3}}+\cdots }
ovvero la serie armonica, che diverge. Quindi il suo inverso è infinitesimale, e la successione
{\displaystyle {\frac {\varphi (n)}{n}}}
diventa arbitrariamente vicina a 0.

## Altre proprietà
- Il numero φ(n) è anche pari al numero di generatori del gruppo ciclico Cn. Da ciascun elemento di Cn si può generare un sottogruppo ciclico Cd dove d divide n (la notazione è d|n), ottenendo:

{\displaystyle \sum _{d\mid n}\varphi (d)=n}
dove la somma è estesa a tutti i divisori d di n.
Si può ora utilizzare la funzione di inversione di Möbius per invertire questa somma e ottenere un'altra formula per la φ(n):
{\displaystyle \varphi (n)=\sum _{d\mid n}d\cdot \mu \left({n \over d}\right)}
dove {\displaystyle \mu } è l'usuale funzione di Möbius definita sugli interi positivi.
- Abbiamo inoltre che, se n è un numero primo:

{\displaystyle \varphi (n)=n-1}
Dato che, ovviamente, ogni numero minore di n gli è coprimo, essendo n primo.
- Esiste una sequenza di valori di n tale che

{\displaystyle \varphi (n)=\varphi (n+1)}
i primi sono 1, 3, 15, 104, 164, 194, 255, 495, 584, 975, ... (sequenza A001274 dell'OEIS).
- Esiste un solo numero {\displaystyle n<10^{10}} tale che

{\displaystyle \varphi (n)=\varphi (n+1)=\varphi (n+2)}
e si tratta di 5186, per il quale si ha infatti
{\displaystyle \varphi (5186)=\varphi (5186+1)=\varphi (5186+2)=2^{5}\cdot 3^{4}}
- Esiste una progressione aritmetica di ragione 30 composta da sei numeri, che generano tutti lo stesso valore di φ  :

{\displaystyle \varphi (583200)=\varphi (583230)=\varphi (583260)=\,}
{\displaystyle \varphi (583290)=\varphi (583320)=\varphi (583350)=\,}
{\displaystyle =155520=2^{7}\cdot 3^{5}\cdot 5}
- {\displaystyle a\mid b} implica {\displaystyle \varphi (a)\mid \varphi (b)}
- {\displaystyle \varphi (n)} è pari per {\displaystyle n\geq 3}. Inoltre, se n ha r fattori primi distinti dispari, allora {\displaystyle 2^{r}\mid \varphi (n)}

## Funzione generatrice
Le due funzioni generatrici presentate qui sono entrambe conseguenze del fatto che
{\displaystyle \sum _{d|n}\varphi (d)=n.}
Una serie di Dirichlet che genera la φ(n) è
{\displaystyle \sum _{n=0}^{\infty }{\frac {\varphi (n)}{n^{s}}}={\frac {\zeta (s-1)}{\zeta (s)}}}
dove {\displaystyle \zeta } è la funzione zeta di Riemann. Ciò deriva da quanto segue:
{\displaystyle \zeta (s)\sum _{f=1}^{\infty }{\frac {\varphi (f)}{f^{s}}}=\left(\sum _{g=1}^{\infty }{\frac {1}{g^{s}}}\right)\left(\sum _{f=1}^{\infty }{\frac {\varphi (f)}{f^{s}}}\right)}
{\displaystyle \left(\sum _{g=1}^{\infty }{\frac {1}{g^{s}}}\right)\left(\sum _{f=1}^{\infty }{\frac {\varphi (f)}{f^{s}}}\right)=\sum _{h=1}^{\infty }\left(\sum _{fg=h}1\cdot \varphi (g)\right){\frac {1}{h^{s}}}}
{\displaystyle \sum _{h=1}^{\infty }\left(\sum _{fg=h}\varphi (g)\right){\frac {1}{h^{s}}}=\sum _{h=1}^{\infty }\left(\sum _{d|h}\varphi (d)\right){\frac {1}{h^{s}}}}
{\displaystyle \sum _{h=1}^{\infty }\left(\sum _{d|h}\varphi (d)\right){\frac {1}{h^{s}}}=}{\displaystyle \sum _{h=1}^{\infty }{\frac {h}{h^{s}}}}
{\displaystyle \sum _{h=1}^{\infty }{\frac {h}{h^{s}}}=\zeta (s-1).}
La funzione generatrice di una serie di Lambert è
{\displaystyle \sum _{n=1}^{\infty }{\frac {\varphi (n)q^{n}}{1-q^{n}}}={\frac {q}{(1-q)^{2}}}}
che converge per |q| < 1. Ciò deriva da
{\displaystyle \sum _{n=1}^{\infty }{\frac {\varphi (n)q^{n}}{1-q^{n}}}=\sum _{n=1}^{\infty }\varphi (n)\sum _{r=1}^{\infty }q^{rn}}
che è
{\displaystyle \sum _{k=1}^{\infty }q^{k}\sum _{n|k}\varphi (n)=\sum _{k=1}^{\infty }kq^{k}={\frac {q}{(1-q)^{2}}}.}

## Disuguaglianze
Alcune disuguaglianze riguardanti la funzione {\displaystyle \varphi } sono:
{\displaystyle \varphi (n)>{\frac {n}{e^{\gamma }\;\log \log n+{\frac {3}{\log \log n}}}}} per n > 2, dove γ è la costante di Eulero-Mascheroni,
{\displaystyle \varphi (n)\geq {\sqrt {\frac {n}{2}}}} per n > 0,
e
{\displaystyle \varphi (n)\geq {\sqrt {n}}{\text{ per }}n>6.}
Se n è composto abbiamo
{\displaystyle \varphi (n)\leq n-{\sqrt {n}}}
Per ogni numero pari 2n, dove 2n non è della forma 2k, abbiamo
{\displaystyle \varphi (2n)\leq n-1}
Se invece 2n è pari e della forma 2k, abbiamo
{\displaystyle \varphi (2n)=n}
Per valori di n arbitrariamente grandi, si avrà
{\displaystyle \liminf {\frac {\varphi (n)}{n}}=0} e {\displaystyle \limsup {\frac {\varphi (n)}{n}}=1.}
Un paio di disuguaglianze che combinano la funzione {\displaystyle \varphi } con la funzione {\displaystyle \sigma } sono:
{\displaystyle {\frac {6n^{2}}{\pi ^{2}}}<\varphi (n)\sigma (n)<n^{2}{\mbox{ per }}n>1.}

## Alcuni valori della funzione
| {\displaystyle \varphi (n)} | 0  | 1  | 2  | 3  | 4  | 5  | 6  | 7  | 8  | 9  |
| --------------------------- | -- | -- | -- | -- | -- | -- | -- | -- | -- | -- |
| 0+                          |    | 1  | 1  | 2  | 2  | 4  | 2  | 6  | 4  | 6  |
| 10+                         | 4  | 10 | 4  | 12 | 6  | 8  | 8  | 16 | 6  | 18 |
| 20+                         | 8  | 12 | 10 | 22 | 8  | 20 | 12 | 18 | 12 | 28 |
| 30+                         | 8  | 30 | 16 | 20 | 16 | 24 | 12 | 36 | 18 | 24 |
| 40+                         | 16 | 40 | 12 | 42 | 20 | 24 | 22 | 46 | 16 | 42 |
| 50+                         | 20 | 32 | 24 | 52 | 18 | 40 | 24 | 36 | 28 | 58 |
| 60+                         | 16 | 60 | 30 | 36 | 32 | 48 | 20 | 66 | 32 | 44 |
| 70+                         | 24 | 70 | 24 | 72 | 36 | 40 | 36 | 60 | 24 | 78 |
| 80+                         | 32 | 54 | 40 | 82 | 24 | 64 | 42 | 56 | 40 | 88 |
| 90+                         | 24 | 72 | 44 | 60 | 46 | 72 | 32 | 96 | 42 | 60 |